# انوار (فیلم ۲۰۰۷)
انوار (به هندی: Anwar) فیلمی محصول سال ۲۰۰۷ و به کارگردانی مانیش جا است. در این فیلم بازیگرانی همچون مانیش جیها، سیدهارت کویرالا، نائوهد سیروسی، راجپال یاداو، ویجای راز، یاشپال شارما ایفای نقش کرده‌اند.